# Tafari Moore
Pour les articles homonymes, voir Moore.
Ne doit pas être confondu avec Taylor Moore.
Tafari Lalibela Moore est un footballeur anglais né le 5 juillet 1997. Il évolue au poste de défenseur à Oxford City.

## Biographie
Tafari Moore est formé à Arsenal. 
International anglais des moins de 17 ans, il participe au championnat d'Europe des moins de 17 ans 2014, qu'il remporte. 
Le 12 janvier 2018, il est prêté à Walsall.

## Palmarès
- Vainqueur du championnat d'Europe des moins de 17 ans 2014 avec l'équipe d'Angleterre